# Пуатевінське графство
Пуатевінське графство (лат. Comitatus Pictavensis, фр. Comté de Poitou) — середньовічне графство зі столицею в місті Пуатьє, що існувало на території сучасного регіону Пуату у Франції в 778—1422 роках.
Графство було створене в 778 році Карлом Великим, в 854 році воно було об'єднане рамнульфідами з Аквітанським герцогством, яке перебувало в складі Західного Франкського королівства каролінгів, а потім Французького королівства капетингів. У 1152 році, через шлюб Алієнор Аквітанської з графом Анжуйським Генріхом Плантагенетом, Пуатевінське графство разом з усім Аквітанським герцогством увійшло до Анжуйської імперії Платагенетів, які з 1154 року стали також королями Англійського королівства.
Внаслідок довгого протистояння між королем Франції Філіппом II Августом та королем Англії Іоанном Безземельним, у 1202 році графство було конфісковане французьким королем і увійшло до земель королівського домену, після чого в період з 1241 по 1417 рік кілька разів надавалося як апанаж молодшим членам родини короля Франції. Після сходження на престол короля Франції Карла VII (1422 рік), графство більше не залишало королівський домен і управлялось як провінція Пуату.

## Історія

### Каролінзька епоха: від Карла Великого до Верденського договору (843)

Королівство франків з 481 по 814 рік.

У 778 році король франків Карл Великий розділив Аквітанське королівство, що включало землі від Луари до Піренеїв на дев'ять графств, зокрема Пуатевінське графство з містами Пуатьє та Ангулем. Першим графом став Абон Пуатевінський. У 781 році Карл Великий призначив свого старшого сина Людовика Блаочестивого королем Аквітанії.
У 800 році Карл Великий був коронований як імператор у Римі. У 814 році Людовик змінив його на імператорському троні. У 817 році він передав Аквітанське королівство своєму синові Піпіну, який помер у Пуатьє в 837 році.
Після смерті Людовіка Благочестивого у 840 році, троє його синів за Верденським договором 843 року розділили Каролінзьку імперію між собою на три частини і Аквітанія перейшла до Карла, короля Західної Франкії.

### Перший Аквітанський дім (854—1137)
Послаблення центральної влади, зокрема через постійні рейди вікінгів, призвело до того, що в 854 році граф Пуатьє Рамнульф I стає господарем Аквітанії з титулом «герцог Аквітанський». Він заснував династію Рамнульфідів, що конфліктували з Гільгельмідами, які зрештою перемогли.
Протягом X ст століття Пуатевінське графство зазнало нападу бретонців, графів Нанта і Ренна з 851 року (Анжерський договір), під час якогих нападники захопили території, розташовані на південь від гирла Луари (Пеї де Рец і Пеї де Кліссон).

### В імперії Плантагенетів (1137—1202)
В XII столітті французькі королі з дому Капетингів протистояли могутньому роду Плантагенетів, графів Анжу і Мена.
У липні 1137 року графиня Пуатевінська і герцогиня Аквітанська Алієнор вийшла заміж за спадкового принца Франції Людовика Молодого, передавши йому Пуату та усю Аквітанію як посаг. 8 серпня Людовик був коронований герцогом Аквітанським в соборі Сен-П'єр у Пуатьє . Але через п'ятнадцять років, 25 березня 1152 року шлюб було анульовано, і вже 18 травня цього ж року Елеонора вийшла заміж за Генріха Платагенета, знову в соборі Пуатьє. В 1154 році Генріх Плантагенет також став королем Англії. Завдяки вдалому шлюбу і отриманню англійської корони, Генріх опинився на чолі величезної Анжуйської імперії включно з Пуатевінським графством, частково як васал короля Франції, частково як абсолютно незалежний король Англії.
Конфлікт між Французьким і Англійським королівствами за володіння ленами у Франції завершився в 1202 році перемогою французького короля Філіпа Августа над англійським королем Іоанном Безземним. Після захоплення французьких феодальних володінь Іоанна (28 квітня 1202 року), Пуату було конфісковано.
Графство було надане герцогу Бретані Артуру I, і він після його смерті в 1203 році було приєднане до домену короля Франції .

### Період апанажів (1241—1422)
З 1241 по 1417 роки графство кілька разів передавалося як апанаж членам родин королів Франції, але щоразу поверталося до королівського домену після смерті власника без нащадків або його вступу на престол Французького королівства.
У 1241 році Людовика IX надав Пуатевінське, Сентонзьке і Овернське графства молодшому брату свого батька Альфонсо I, але ці феодальні володіння повернулись до корони після його смерті в 1271 році.
У 1314 році Людовик X надав Пуатевінське графство як графство-перство своєму брату Філіппу, якого їхній батько Філіп IV Вродливий зробив графом. Але згодом Філіп став королем Франції (як Філіпп V) і графство знову повернулось до королівського домену.
На початку Столітньої війни (1337—1453), за умовами Бретіньського договору 1360 року, Пуату було передано королю Англії Едуарду III, також герцогу Аквітанії. Втім у грудні 1372 року його відвоювали французькі війська на чолі з конетаблем Бертраном Дю Гескленом і Жаном Беррійським, який отримав ці території в апанаж. Після смерті Жана Беррійського без спадкоємця (1416), графство надавалось наслідним принцам (дофінам): Жану Туренському (1416—1417), відтак Карлу. Останній в 1422 році став королем Франції Карлом VII. Після цього графство остаточно повернулося до королівської власності.

### Після 1422 року
Пуатевінське графство стало частиною територій, що залишались під контролем Карла, «короля Буржа», тоді як північ королівства аж до Луари утримувався королем Англії Генріхом VI, проголошеним королем Франції за договором у Труа (1420), у союзі з герцогом Бургундії Філіпом Добрим.
Лише в 1453 році Карлу VII вдалося відвоювати Аквітанське герцогство (взяття Бордо), тим самим закінчивши Столітню війну.
За часів французького абсолютизму територія колишнього Пуатевінського графства стало провінцією Пуату.
У 1790 році територія була розподілена здебільшого між департаментами В'єна, Де-Севр і Вандея, які також стали єпархіями (Цивільний устрій духовенства та Конкордат 1801 року).

## Територія

Пуатевінське графство  у 1030 р.
Пуатевінське графство у 1154 р.
Пуатевінське графство у 1180 р.
Пуатевінське графство 1388 році.
Пуатевінське графство  в 1477 році.

У 1223 році, на початку правління Людовика IX, графство простягалося від Атлантики до Бренна і межувало, зокрема, з Бретанським графством (яке не стане герцогством через кілька століть), з Анжуйским графством, до графства Лімузен, до герцогства Гієнна. Головне місто — Пуатьє.
Через три роки, коли графство було передано Альфонсо одночасно з Сентонжем і Овернем, воно простягається від Атлантики до Ліврадуа, і таким чином торкається графства Форез ; але Клермон — це анклав. На півночі графство простягається до Туара, на західному узбережжі Ла-Рошель, Тайбур і Сент вже є прекрасними містами. Потім графство проходить уздовж герцогства Гієнна, графства Ангулем, графства Лімож, Тулузького графства на рівні Карла (що належить Оверні), повертається на північ і Альє поруч із графством Жеводан і графство Велей, межує з графством Форез (вже згадане) і лордством Бурбон.
Близько 1280 року графство втратило графство Шательро після шлюбу спадкоємиці віконтства з Жаном II д'Аркуром (віконтство залишалося в домі Гаркор до 1447 року, перш ніж приєднатися до дому Анжу).
У 1415 році Карл VI передав Артуру де Рішемонту сеньйорію Партене, територією, яка стала бунтівною. Цей ендаумент діяв лише у 1427 році, після звільнення Артура та коронації Карла VII. Тоді лордство було додано до земель дому Дюнуа, спадкоємиці Артура.